# 帕維爾·尤昂
帕維爾·費奧多羅維奇·尤昂（羅馬化：Pavel Fyodorovich Yuon；1872年3月6日—1940年8月21日），俄裔瑞士作曲家。在德語區域，以保羅·尤昂（Paul Juon）之名為人所知。

## 生平
出生於莫斯科的一個瑞士家庭，童年的尤昂曾就讀於當地的德語預校。1889年進入莫斯科音樂學院，從赫濟馬利學習小提琴，並與阿连斯基、塔涅耶夫學習作曲。之後前往柏林音樂學院，繼續向沃尔德马尔·巴吉尔學習作曲。他最早的作品，二首《浪漫曲》（Romanzen），寫於1894年。完成學業後，尤昂受雇於大演奏家约瑟夫·约阿希姆，留在柏林教授作曲。其門生包括海曼、斯卡尔科塔斯、弗拉季格罗夫、特拉普等人。1917年革命後，他再也沒有回到俄羅斯。1934年他從納粹德國移居瑞士，也將名字改為德語化的「保羅」（Paul）。同年尤昂正式退休，1940年於沃韦逝世。

## 作品
尤昂的創作包括器樂協奏曲與奏鳴曲、交響曲、各式室內樂、鋼琴獨奏、藝術歌曲等大小編制的作品，還作有一部歌劇《阿列科》（Aleko）。
曾為勃拉姆斯的第4號匈牙利舞曲作管弦樂配器，是他較具知名度的創作之一。此外，尤昂曾經將阿连斯基的和聲學著作，以及莫傑斯特·柴科夫斯基為其兄所著之傳記皆轉譯為德語。

### 節選
- 小提琴奏鳴曲[3][4][5]
  - A大調，作品7，1898年
  - F大調，作品69，1920年
  - B小調，作品86，1930年
- 弦樂四重奏[3]
  - D大調，作品5，1896年
  - B小調，作品11，1896年
  - A小調，作品29，1904年
  - 作品67，1916年
- 五首交響曲
- B大調小提琴協奏曲，作品42，1909年[6]
- A大調小提琴協奏曲，作品49，1912年[6]
- A小調小提琴協奏曲，作品88，1931年[6]
- 歌劇《阿列科》

## 錄音

### 節選
- 三首小提琴奏鳴曲，拿索斯唱片，2019年11月

## 個人生活
尤昂有兩段婚姻，1896年他與第一任妻子結縭，育有三名子女。1911年喪妻，隔年再娶，另育有三名子女。
尤昂的弟弟是畫家康斯坦丁·尤昂。

## 外部連結
- 國際尤昂協會的官方網站 （页面存档备份，存于）
- 帕維爾·尤昂的免费乐谱，由国际乐谱典藏计划提供